# O'Neill Spencer
William O'Neill Spencer (Cedarville (Ohio), 25 november 1909 – New York, 24 juli 1944) was een Amerikaanse jazzzanger en -drummer.

## Biografie
O’Neill Spencer begon zijn carrière in lokale bands in Ohio, daarna in 1930 bij Al Sears. Van 1931 tot 1936 was hij lid van de Mills Blue Rhythm Band. In de jaren 1930 nam Spencer ook deel aan talrijke opnamesessies, waaronder o.a. bij Billy Banks (1932), Red Allen, Mildred Bailey, Sidney Bechet, Frankie Newton, Lil Armstrong, Jimmy Noone (1937), Johnny Dodds, Willie "The Lion" Smith (1938), Milt Herth, Andy Kirk en anderen. Vanaf 1937 werkte hij in het John Kirby Sextet als drummer en gelegenheidszanger; maar hij moest de formatie in 1941 verlaten vanwege tuberculose. Na een korte periode bij Louis Armstrong in 1942, keerde hij voor een korte tijd terug naar de Kirby Band, totdat hij hen wegens ziekte in 1943 voorgoed moest verlaten, totdat hij overleed in New York op slechts 34-jarige leeftijd. O'Neil Spencer leidde slechts één opnamesessie onder zijn eigen naam, waarbij in 1938 vier pagina's werden gecreëerd in trio met klarinettist Buster Bailey en pianist Billy Kyle.

## Overlijden
O'Neill Spencer overleed in juli 1944 op 34-jarige leeftijd.